# Daniel Băluță
Daniel Băluță (n. 14 ianuarie 1977, București, România) este un medic stomatolog, primar ales al sectorului 4 din 5 iunie 2016 din partea PSD.

## Biografie
Daniel Băluță s-a născut la 14 ianuarie 1977 în București și este căsătorit. A urmat cursurile primare la Școala Generală Nr. 194 „Marin Sorescu” în perioada 1983 – 1991, apoi Liceul Teoretic „Ion Creangă”, secția – Matematică - Informatică, sector 4, București între anii 1991 – 1995. În anul 2001 a absolvit Facultatea de Stomatologie din cadrul Universității de Medicină Carol Davila din București. În anul 2009, în urma rezidențiatului și a altor programe de specializare, a obținut calificarea de medic primar în stomatologie generală.
În iunie 2012 a fost ales consilier local în cadrul Consiliului Local Sector 4 București, fiind din iulie 2013 până în 5 iunie 2016 viceprimar al Primăriei Sectorului 4. Din 4 noiembrie 2015, după demisia primarului sectorului 4, Cristian Popescu Piedone, a fost ales primar interimar, iar în 5 iunie 2016 a fost ales primar al sectorului 4. În 2019 a fost declarat „Primarul Anului” la Gala Smart City Industry Awards.

## Controverse
Pe 1 septembrie 2021, Daniel Băluță a cerut Judecătoriei Sectorului 2 ștergerea unui articol din site-ul Libertatea. Articolul s-a intitulat „Cum arată viața fără griji a unei dube părăsite din București, orașul cu mii de mașini epave”. Primarul Daniel Băluță „a chemat în judecată pe pârâții RINGIER ROMÂNIA SRL, Tolontan Cătălin și Dobrescu Petre”, cerând să fie șters articolul și să primească pagube morale de 100 de lei. Primarul a făcut apel și a susținut că scopul chemării în judecată nu este „doar acela de acoperire a prejudiciului” adus lui, ci și ca ziariștii Libertatea să nu mai scrie articole despre el, pe care politicianul le consideră defăimătoare.
În iunie 2021, publicația Buletin de București a descoperit peste 100 de profiluri false pe Facebook, care îl elogiază și îl apără pe primarul Daniel Băluță. Conform unui articol din același an al publicației Libertatea, există o întreagă infrastructură online de conturi false, pagini și grupuri de Facebook create pentru promovarea unei imagini pozitive a lui Daniel Băluță și a administrației sectorului 4.
Conform unui angajat al Primăriei Sectorului 4, citat de Libertatea în cadrul unui articol din iunie 2020, ,,Clanul Sportivilor e doar una dintre grupările care domină afacerile, în principal afaceri imobiliare din sectorul 4. Marian și Antonio Goleac, Daniel Băluță și alții sunt mână în mână cu interlopii. (...) De altfel, primarul și gașca lui au mai multe dosare la DNA, dar acestea zac de ani buni."
Daniel Băluță a mai fost acuzat că distruge trotuarele și spațiile verzi pentru a le înlocui cu borduri, pe care le achiziționează la prețuri supraevaluate față de cele de pe piața actuală.

## Vezi și
- Lista primarilor sectoarelor bucureștene aleși după 1989

## Legături externe
- Daniel Băluță pe site-ul Primăriei Sectorului 4
- Canal YouTube